# Danielle Bean
Danielle Bean (* in Barnard) ist eine US-amerikanische Biathletin, Triathletin und Marathonläuferin.
Danielle Bean studierte an der alternativmedizinischen A. T. Still University und schloss ihr Studium dort 2009 ab. Danach arbeitete sie als Physiotherapeutin für die United States Army. Sie tritt für Vermont Biathlon an. Eine erste internationale Meisterschaft lief Bean bei den Nordamerikanischen Meisterschaften im Sommerbiathlon 2011 in ihrem Heimatort Jericho, wo sie im Einzel antrat und mit elf Fehlern Siebte wurde. Auch das North American Invitational 2012 fand in Jericho statt. Dort wurde Bean mit acht Fehlern Siebte im Sprint, mit 12 Fehlern ebenfalls Siebte im Verfolgungsrennen und mit 15 Fehlern Sechste des Massenstarts. Eine erste Podiumsplatzierung im Biathlon-NorAm-Cup erreichte sie in der Saison 2011/12 in als Drittplatzierte in einem Sprint hinter Corrine Malcolm und Hannah Dreissigacker in Lake Placid.

## Belege
1. ↑  Sprintresultate (Memento vom 5. Mai 2014 im Internet Archive) (PDF; 66 kB)
2. ↑  Verfolgungsrennen (Memento vom 6. Mai 2014 im Internet Archive) (PDF; 72 kB)
3. ↑  Resultate Massenstart Frauen (Memento vom 6. Mai 2014 im Internet Archive) (PDF; 280 kB)

| Personendaten    | Personendaten                                                 |
| ---------------- | ------------------------------------------------------------- |
| NAME             | Bean, Danielle                                                |
| KURZBESCHREIBUNG | US-amerikanische Biathletin, Triathletin und Marathonläuferin |
| GEBURTSDATUM     | 20. Jahrhundert                                               |
| GEBURTSORT       | Barnard                                                       |